# Nuestros Pequeños Hermanos
Nuestros Pequeños Hermanos (I nostri piccoli fratelli), talvolta abbreviata N.P.H., è un'organizzazione non governativa fondata nel 1954 da padre William Wasson, professore e avvocato americano che dopo un viaggio nella povertà del Messico decise di diventare sacerdote e di dedicarsi ai bambini di strada.
N.P.H. ha case orfanotrofio ed ospedali in nove paesi dell'America Latina:
- Messico, presente dal 1954;
- Honduras dal 1986;
- Haiti dal 1988;
- Nicaragua dal 1994;
- Guatemala dal 1996;
- El Salvador dal 1999;
- Repubblica Dominicana dal 2003;
- Perù dal 2004;
- Bolivia dal 2005.

Secondo i dati dell'organizzazione, oggi N.P.H. accoglie oltre tremila bambini poveri, orfani o abbandonati, con l'obiettivo di salvarli dalla fame e dalla malattia, e opera in totale indipendenza da ogni governo e condizionamento ideologico.
N.P.H. ha uffici di raccolta fondi e comitati sostenitori in tutto il mondo: in Europa si trovano in Francia, Germania, Austria, Paesi Bassi, Belgio, Irlanda, Spagna, oltre che in Italia, dove N.P.H. è rappresentata dalla Fondazione Francesca Rava - N.P.H.- Italia Onlus.